# 邗江区
邗江区（かんこう-く）は中華人民共和国江蘇省揚州市に位置する市轄区。
長江の渡しがあり、大運河が長江に入る地点でもあった瓜洲鎮は、南北水上交通の結節点として、長らく商業都市として大いに栄えてきた。現在は、鎮江市（古名は潤州）と揚州市を結ぶ長大橋の潤揚長江大橋がすぐそばを通り、長江デルタおよび中国全土の幹線道路と結ばれている。

## 行政区画
- 街道:邗上街道、蔣王街道、汊河街道、双橋街道、梅嶺街道、甘泉街道、新盛街道、竹西街道、痩西湖街道、城北街道、西湖街道、揚子津街道、文匯街道
- 鎮:公道鎮、方巷鎮、槐泗鎮、瓜洲鎮、楊寿鎮、楊廟鎮、施橋鎮、八里鎮、朴席鎮

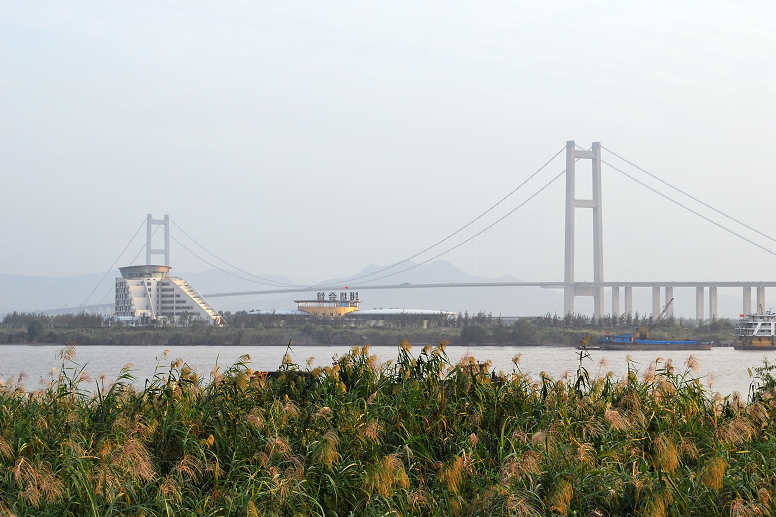
長江北岸から潤揚長江大橋南橋を望む。対岸の中洲は鎮江市丹徒区に属す

- 郷:平山郷

## 史跡

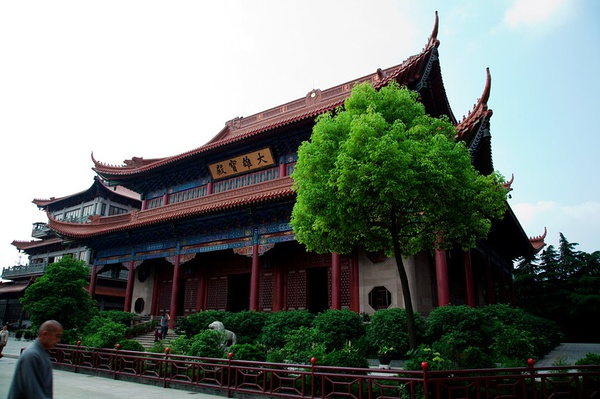
高旻寺

- 高旻寺